# Lijst van Homalopsidae
Onderstaand een lijst van alle slangen die behoren tot de familie waterdrogadders (Homalopsidae). Er zijn 55 verschillende soorten in 28 geslachten. Negentien geslachten zijn monotypisch en worden slechts door een enkele soort vertegenwoordigd. De lijst is gebaseerd op de Reptile Database.
- Soort Bitia hydroides
- Soort Brachyorrhos albus
- Soort Brachyorrhos gastrotaenius
- Soort Brachyorrhos raffrayi
- Soort Brachyorrhos wallacei
- Soort Calamophis jobiensis
- Soort Calamophis katesandersae
- Soort Calamophis ruuddelangi
- Soort Calamophis sharonbrooksae
- Soort Cantoria violacea
- Soort Cerberus australis
- Soort Cerberus dunsoni
- Soort Cerberus microlepis
- Soort Cerberus rynchops
- Soort Cerberus schneiderii
- Soort Dieurostus dussumieri
- Soort Djokoiskandarus annulata
- Soort Enhydris chanardi
- Soort Enhydris enhydris
- Soort Enhydris innominata
- Soort Enhydris jagorii
- Soort Enhydris longicauda
- Soort Enhydris subtaeniata
- Soort Erpeton tentaculatum
- Soort Ferania sieboldii
- Soort Fordonia leucobalia
- Soort Gerarda prevostiana
- Soort Gyiophis maculosus
- Soort Gyiophis salweenensis
- Soort Gyiophis vorisi
- Soort Heurnia ventromaculata
- Soort Homalophis doriae
- Soort Homalophis gyii
- Soort Homalopsis buccata
- Soort Homalopsis hardwickii
- Soort Homalopsis mereljcoxi
- Soort Homalopsis nigroventralis
- Soort Homalopsis semizonata
- Soort Hypsiscopus matannensis
- Soort Hypsiscopus plumbea
- Soort Karnsophis siantaris
- Soort Kualatahan pahangensis
- Soort Mintonophis pakistanicus
- Soort Miralia alternans
- Soort Myanophis thanlyinensis
- Soort Myron karnsi
- Soort Myron resetari
- Soort Myron richardsonii
- Soort Myrrophis bennettii
- Soort Myrrophis chinensis
- Soort Phytolopsis punctata
- Soort Pseudoferania polylepis
- Soort Raclitia indica
- Soort Subsessor bocourti
- Soort Sumatranus albomaculata